# Mariä-Heimsuchung-Kapelle (Langen bei Bregenz)

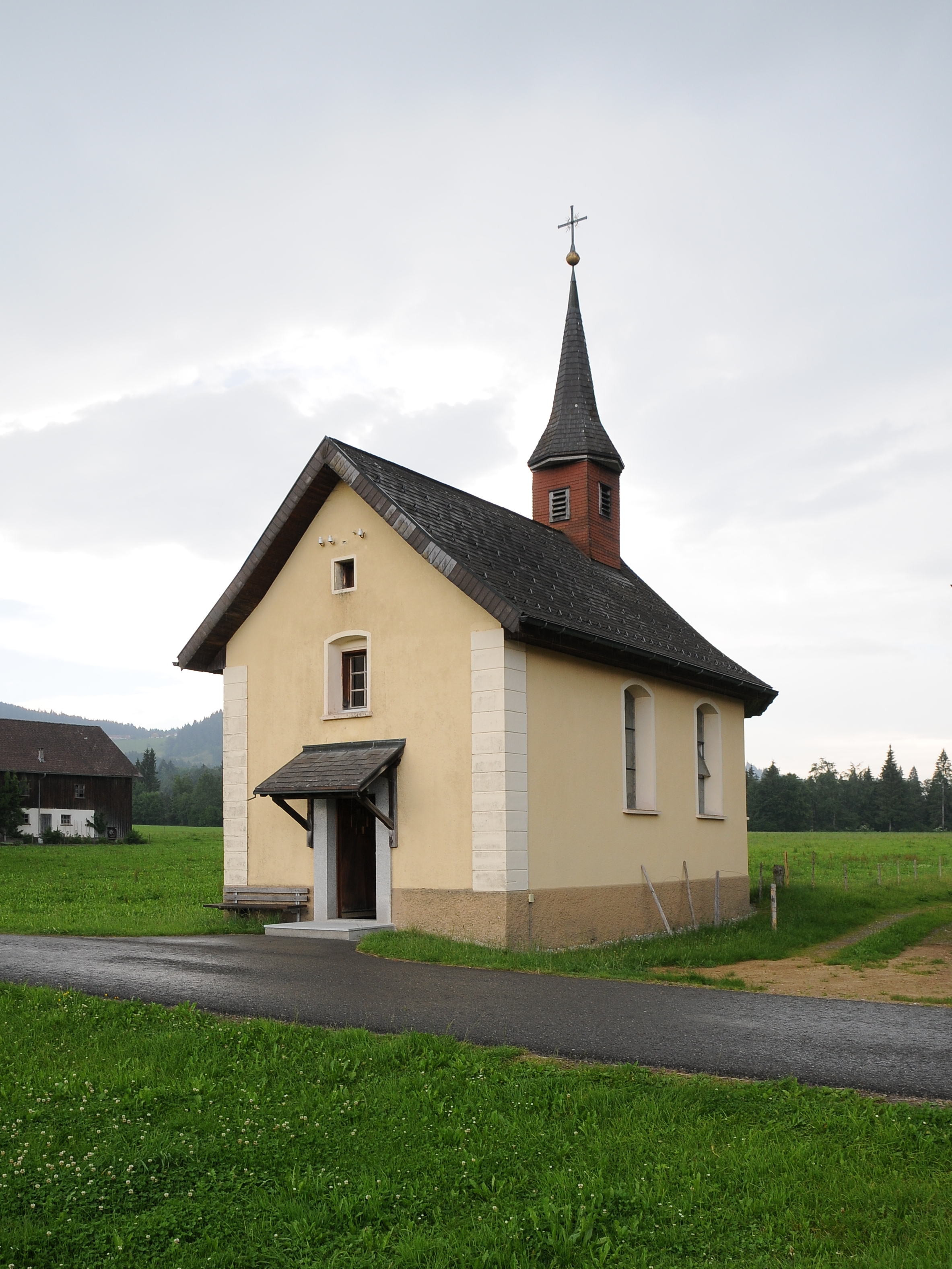
Mariä Heimsuchung

Die Kapelle Mariä Heimsuchung ist eine römisch-katholische Kapelle im Ortsteil Hirschbergsau der Gemeinde Langen bei Bregenz.
Am Platz einer älteren Kapelle wurde 1893 die Kapelle als Rechteckbau mit Chor unter einem Satteldach mit Glockenturm mit Spitzhelm über dem Chor errichtet. Der Betraum hat Flachbogenfenster und eine Flachdecke. Im Chor sind Fresken Maria mit Kind, Gottvater, Heiliger Geist, Hll. Anna und Johannes und ein Gemälde Hl. Cäcilia an der Emporenbrüstung vom Maler Franz Lins aus dem Jahre 1950. Es gibt Glasgemälde im Chor mit der Darstellung Herz Jesu und dem Hl. Josef von L. Schnitzler der Glasmalerei Dornbirn. Der neuromanische Altar mit den Figuren Immaculata, Hl. Theresia und Hl. Antonius ist aus dem Jahre 1893.
Eine Glocke aus dem Jahre 1619 wurde von Johann Baptist Ernst gegossen.